# Frane Maglica
Frane Maglica (Spalato, 2 luglio 1997) è un calciatore croato, difensore del Varaždin.

## Caratteristiche tecniche
È un terzino destro.

## Carriera
Cresciuto nel settore giovanile dell'RNK Spalato, debutta in prima squadra il 20 settembre 2015 giocando l'incontro di 1.HNL perso 1-0 contro la Lokomotiva Zagabria. Nel 2017 passa alla Dinamo Zagabria dove gioca nella squadra riserve per sei mesi, prima di trasferirsi al Dugopolje; negli anni seguenti gioca nelle serie inferiori croate con la maglia di Primorac Biograd e Dubrava, facendo ritorno in 1.HNL solo nel 2020 con il passaggio allo Slaven Belupo.

## Palmarès

### Club

#### Competizioni giovanili
- Juniorsko prvenstvo Hrvatske u nogometu: 1

RNK Spalato: 2014-2015